# 스지공원역
스지공원역(세기공원역,중국어: 世纪公园站, 영어: Shiji Park Station)은 중화인민공화국 상하이 푸둥 신구 스지 공원 3번출구 근처 화무루에 있는 상하이 지하철 2호선 역이다. 역사는 지하 섬식 구조를 가지고 있다.
원명은 푸둥 중앙공원이었는데, 이름의 혼란이 와서 2006년 10월 근처의 세기공원의 이름을 따서 스지 공원 역으로 이름을 바꾸었다.

## 주변 지역
- 스지 공원 (상하이)
- 상하이 과기관

## 대중교통 환승
- 640, 793, 936, 983, 东周线, 杨祝线

## 같이 보기
- 상하이 지하철 2호선